# Genderová nerovnost v důsledku změny klimatu
Genderová nerovnost v důsledku změny klimatu dopadá na ženy a muže rozdílnými způsoby; ženy jsou například více zasaženy genderovými rozdíly v ekonomikách, které jsou do značné míry založeny na zemědělství, často ve státech globálního jihu. Genderová nerovnost v důsledku změny klimatu ale panuje také například ve městech států globálního severu. 
Ženy žijící ve společnostech, kde jsou lidé diskriminováni na základě pohlaví, etnického původu, třídy a kasty, jsou často značně ohroženy klimatickými změnami, extrémním počasím a změnami životního prostředí. Jednou z hlavních příčin chudoby je právě nerovnost pohlaví a změna klimatu tento problém ještě značně zhoršuje. Šance na lepší život je tedy ohrožena hned dvakrát – nerovností žen a mužů a změnou klimatu.

## Proč jsou ženy zranitelnější
Zranitelnost žen vůči změně klimatu pramení z řady faktorů – sociálních, ekonomických a kulturních. Sedmdesát procent z 1,3 miliardy lidí žijících v podmínkách chudoby jsou ženy. V městských oblastech je v čele 40 procent nejchudších domácností ženy. Ženy převažují ve světové produkci potravin (50–80 procent), ale vlastní méně než 10 procent půdy.

#### Sociální a kulturní faktory
V mnoha společnostech sociálně-kulturní normy a povinnosti péče o děti brání ženám v migraci nebo hledání útočiště na jiných místech nebo v práci, když dojde ke katastrofě. Taková situace pravděpodobně více zatíží ženy, například delší cestování za pitnou vodou a dřevem na palivo. Ženy v mnoha rozvojových zemích trpí genderovou nerovností, pokud jde o lidská práva, politické a ekonomické postavení, vlastnictví půdy, podmínky bydlení, vystavení násilí, vzdělání a zdraví. Klimatické změny budou dalším stresorem, který zhorší zranitelnost žen. Je všeobecně známo, že během konfliktu ženy čelí zvýšenému domácímu násilí, sexuálnímu zastrašování, obchodování s lidmi a znásilňování.
„Ženy a muži pociťují dopady změny klimatu rozdílně; vzhledem k tomu, že ženy jsou zranitelnější a čelí větším rizikům a zátěži, a to z různých důvodů, od nerovného přístupu ke zdrojům, vzdělání, pracovním příležitostem a právům na půdu po sociální a kulturní normy a jejich různé intersekcionální zkušenosti. Ženy jsou obzvláště ohroženy změnou klimatu a neúměrně pociťují její dopady kvůli svým sociálním úlohám, jako je obstarávání vody, potravin a hořlavých materiálů pro rodinu a péče o druhé.“
Mezi typické symptomy klimatických změn patří časté záplavové katastrofy, které jsou důsledkem zhoršující se nerovnoměrnosti rozložení srážek. V Latinské Americe a Asii například snižuje šanci žen na přežití během záplav to, že je nikdo neučí plavat, protože plavání je u žen považováno za neslušné (Aguilar, 2004; Oxfam, 2005). V kontextu jižní Asie se navíc na vysokém počtu utonulých žen podílí i tradiční ženské oblečení, jako je sárí, pavada či parkar, které významně limituje možnosti pohybu ve vodě.

## Ekonomické faktory
Ženy představují vysoké procento chudých komunit, jejichž živobytí je vysoce závislé na místních přírodních zdrojích, zejména ve venkovských oblastech, kde nesou hlavní odpovědnost za zásobování domácností vodou a energii na vaření a vytápění, jakož i za zajišťování potravin. Na Blízkém východě tvoří ženy až 50 procent pracovní síly v zemědělství. Zodpovídají především za časově a pracně náročnější úkoly, které se provádějí ručně nebo s použitím jednoduchých nástrojů. V Latinské Americe a Karibiku se venkovská populace v posledních desetiletích snižuje. Ženy se věnují převážně samozásobitelskému zemědělství, zejména zahradnictví, drůbeži a chovu drobného dobytka pro domácí spotřebu.